# ローラ・サン・ジャコモ
ローラ・サン・ジャコモ（Laura San Giacomo, 1962年11月14日 - ）は、アメリカ合衆国の女優。

## 来歴
ニュージャージー州ウェスト・オレンジ出身。イタリア系アメリカ人。父親は製紙工場の経営者だった。
ピッツバーグのカーネギーメロン大学で演劇を学び、卒業後にニューヨークに移り、オフ・ブロードウェイなどに出演。1989年、映画『セックスと嘘とビデオテープ』で、第2回シカゴ映画批評家協会助演女優賞、第15回ロサンゼルス映画批評家協会賞ニュー・ジェネレーション賞、第5回インディペンデント・スピリット賞助演女優賞を受賞するなど高い評価を受ける。『プリティ・ウーマン』ではジュリア・ロバーツの娼婦仲間を演じた。
立て続けに性に奔放な役を演じたことから、セックスシンボル的なイメージで見られがちだが、本人は敬虔なカトリック信者であるため、実生活では性に関して保守的である。
1997年から2003年まで、シチュエーション・コメディJust Shoot Me! にレギュラー出演し、1999年にはゴールデングローブ賞にもノミネートされた。

### プライベート
1990年に俳優のキャメロン・ダイと結婚。1996年に生まれた息子は、生まれつき「歩くことも、座ることも自力で出来ず、話すことも出来ない」重度の小児麻痺であるため、数年間女優業を休業して息子の世話に勤めた。1998年に離婚し、2000年に俳優のマット・アドラーと再婚した。

## 主な出演作品

### 映画
| 公開年 | 邦題 原題                                               | 役名                       | 備考           |
| ------ | ------------------------------------------------------- | -------------------------- | -------------- |
| 1988   | マイルズ・フロム・ホーム Miles from Home                | サンディ                   | クレジットなし |
| 1989   | セックスと嘘とビデオテープ Sex, Lies, and Videotape     | シンシア                   |                |
| 1990   | プリティ・ウーマン Pretty Woman                         | キット・ド・ルカ           |                |
| 1990   | 愛と青春の鼓動 Vital Signs                              | ローレン・ローズ           |                |
| 1990   | ブラッディ・ガン Quigley Down Under                     | クレイジー・コーラ         |                |
| 1991   | ワンス・アラウンド Once Around                          | ジャン・ベラ               |                |
| 1991   | 疑惑に抱かれて Under Suspicion                          | アンジェリーン             |                |
| 1992   | ハートブレイク・タウン Where the Day Takes You          | インタビュアー             |                |
| 1994   | ニーナの情事 Nina Takes a Lover                         | ニーナ                     |                |
| 1995   | アル・フランケンはMr.ヘルプマン Stuart Saves His Family | ジュリア                   |                |
| 1996   | クライム・タイム The Right to Remain Silent             | ニコール                   | テレビ映画     |
| 1997   | バーストフォース The Apocalypse                         | Goad                       |                |
| 1997   | ラスト・キングス Suicide Kings                          | リディア                   |                |
| 1998   | ウィズ・フレンズ With Friends Like These...             | ジョアン                   |                |
| 2001   | ジェニファーの明日 あなたを抱きしめさせて Jenifer       | ジェニファー               | テレビ映画     |
| 2005   | アン・ハサウェイ/裸の天使 Havoc                         | ジョアンナ                 |                |
| 2015   | マダム・メドラー おせっかいは幸せの始まり The Meddler   | テレビドラマに出てくる母親 | 日本劇場未公開 |
| 2019   | ハニーボーイ Honey Boy                                  | モレノ博士                 |                |

### テレビシリーズ
| 放映年    | 邦題 原題                                         | 役名                              | 備考                                               |
| --------- | ------------------------------------------------- | --------------------------------- | -------------------------------------------------- |
| 1987      | 私立探偵スペンサー Spenser: For Hire              | シャロン                          | シーズン3 第4話 "On The Night He Was Betrayed"     |
| 1988      | クライム・ストーリー Crime Story                  | テレサ・ファランティーノ          | シーズン2 第13話 "Protected Witness"               |
| 1989      | ザ・シークレット・ハンター The Equalizer          | トゥルーディ・コリンズ            | シーズン4 第18話 "The Caper"                       |
| 1989      | 特捜刑事マイアミ・バイス Miami Vice               | タニア・ルイス                    | シーズン5 第20話 "操られた心 悪魔のドラッグの誘惑" |
| 1994      | ザ・スタンド The Stand                            | ナディーン・クロス                | ミニシリーズ                                       |
| 1994-1996 | ガーゴイルズ Gargoyles                            | フォックス・ザナトス/初代クイーン | 13エピソード 声の出演                              |
| 1997-2003 | Just Shoot Me!                                    | マヤ                              | 149エピソード                                      |
| 2006      | ヴェロニカ・マーズ Veronica Mars                  | ハーモニー・チェイス              | 3エピソード                                        |
| 2007-2010 | 女捜査官グレイス 〜 天使の保護観察中 Saving Grace | レッタ・ロドリゲス                | 46エピソード                                       |
| 2010      | ザ・プロテクター/狙われる証人たち In Plain Sight  | ミア                              | シーズン3 第9話 "Death Becomes Her"                |
| 2010      | ディフェンダーズ 闘う弁護士 The Defenders         |                                   | 第5話 "Nevada v. Senator Harper"                   |
| 2010      | ミディアム 霊能者アリソン・デュボア Medium        | スザンナ                          | シーズン7 第9話 "隣人の素顔"                       |
| 2013      | メンタリスト The Mentalist                        | ミリアム                          | シーズン5 第22話 "レッド・ジョンのルール"          |
| 2016-     | NCIS 〜ネイビー犯罪捜査班 NCIS                    | グレイス・カンファローン          | 7エピソード                                        |
| 2018      | グレイズ・アナトミー 恋の解剖学 Grey's Anatomy    | マージョリー・カーシー            | シーズン14 第16話 "世界は"かも"でできている"       |
| 2022      | バリー Barry                                      | アニー                            |                                                    |